# Clube Atlético Patrocinense
Il Clube Atlético Patrocinense, noto anche come CAP o semplicemente Patrocinense, è una società calcistica brasiliana con sede nella città di Patrocínio.

## Storia
Fondato il 19 marzo 1954, del 1963 al 1965 ha disputato i suoi primi campionati professionistici competendo nella seconda divisione statale. Nei successivi 20 anni è rimasto inattivo, riapparendo solamente nel 1986 in terza divisione.
Promosso subito al secondo livello, nel 1990 ha ottenuto la prima promozione nel Módulo I grazie al secondo posto in classifica al termine della stagione. Nella massima divisione statale ha disputato 4 campionati consecutivi, retrocedendo nel 1994.
Nei successivi 11 anni il club si è alternato fra Módulo II e Segunda Divisão rimanendo inattivo  nel 1997, 1998 e 2003. Nel 2000 ha conquistato il suo primo titolo vincendo la finale di Segunda Divisão contro l'América de Alfenas.
Incapace di saldare i propri debiti, il club chiuse il suo centro di allenamento ed è rimasto inattivo dal 2006 al 2015.
Nel 2016 il CAP è tornato a gareggiare in una competizione ufficiale ripartendo dalla terza divisione. Ottenuta subito la promozione, nel 2017 ha conquistato il titolo del Módulo II, vincendo così il secondo trofeo della sua storia e tornando in massima divisione a 24 anni di distanza dall'ultima volta.
Nel 2018 ha raggiunto la seconda fase del Mineirão dove è stato eliminato agli ottavi di finale del Cruzeiro, risultato che ne ha consentito l'accesso alla Série D 2019. Alla prima partecipazione ad un campionato di livello nazionale ha superato la prima fase, fermandosi però al turno successivo contro il Juazeirense ai rigori. L'anno successivo ha dovuto rinunciare al proprio posto in Série D 2020 a causa di problemi finanziari, ritornando a competervi nel 2021.
Nel 2023, qualificato grazie alla rinuncia di Caldense e Villa Nova, ha raggiunto per la prima volta gli ottavi di finale in Série D, dove è uscito contro il Portuguesa-RJ.

## Palmarès

### Competizioni statali
- Segunda Divisão: 1

2000
- Módulo II: 1

2017

## Statistiche e record

### Partecipazione ai campionati

#### Campionati nazionali
| Livello | Categoria | Partecipazioni | Debutto | Ultima stagione | Totale |
| ------- | --------- | -------------- | ------- | --------------- | ------ |
| 4º      | Série D   | 3              | 2019    | 2023            | 3      |

#### Campionati statali
| Livello | Categoria       | Partecipazioni | Debutto | Ultima stagione | Totale |
| ------- | --------------- | -------------- | ------- | --------------- | ------ |
| 1º      | Módulo I        | 10             | 1991    | 2023            | 10     |
| 2º      | Módulo II       | 13             | 1963    | 2017            | 13     |
| 3º      | Segunda Divisão | 5              | 1986    | 2016            | 5      |